# Eria toxopei
Eria toxopei är en orkidéart som beskrevs av Johannes Jacobus Smith. Eria toxopei ingår i släktet Eria och familjen orkidéer. Inga underarter finns listade i Catalogue of Life.